# Чикімула (департамент)
Чикіму́ла (ісп. Chiquimula) — один з 22 департаментів Гватемали. Адміністративний центр — місто Чикімула. Межує на півночі з департаментом Сакапа, на заході з департаментом Халапа, на південному заході з департаментом Хутьяпа, на півдні з Сальвадором, на сході з Гондурасом.

## Муніципалітети
В адміністративному відношенні департамент підрозділяється на 11 муніципалітетів:
- Чикімула
- Камотан
- Консепсьйон-Лас-Мінас
- Ескіпулас
- Іпала
- Хокотан
- Олопа
- Кесальтепеке
- Сан-Хосе-Ла-Арада
- Сан-Хуан-Ерміта
- Сан-Хасінто